# 绍托尼
绍托尼，是匈牙利沃什州所辖的一个村，总面积14.93平方公里，总人口628，人口密度42.1人/平方公里（2010年1月1日）。